# Hapoël Herzelia
Le Hapoël Herzliya était un club de handball qui se situait à Herzliya en Israël. 

## Palmarès
- Championnat d'Israël  (1) : 1972